# Conrad de Vechta
Conrad de Vechta (tchèque Konrád z Vechty; allemand Konrad von Vechta) (né vers 1370, peut-être à Brême; mort le  24 décembre 1431 à Roudnice nad Labem) il fut évêque de Verden (1400–1402/1407), évêque d'Olomouc (1408–1413), archevêque de  Prague (1413–1421/1431), Maitre des monnaies (1401–1403) et chancelier du royaume de Bohême (1405–1412).

## Origine
Il n'est pas assuré que Conrad soit un membre de la famille patricienne nommée  von Vechta, qui appartenait à la riche classe des marchands de Brême, dont les membres occupaient des fonctions dans le gouvernement de la cité, ou si Conrad était simplement né à Vechta et avait reçu la désignation de von Vechta en allemand. 
Toutefois frère Constantin von Vechta faisait partie du chapitre de chanoines et comme  prévôt de la Cathédrale, présidait le  chapitre de la Cathédrale. Ce qui justifie plutôt pour Conrad une origine patricienne dans la mesure où ces les charges de chanoine à Brême étaient réservées aux membres des riches familles de négociants locaux
Comme de nombreux nobles d'Allemagne du nord, Conrad fait ses études à l'Université de Prague où il s'attache dès le début au roi des RomainsVenceslas, couronné  dès 1376, dont il devient un fidèle et qui lui procure de nombreuses prébendes. Venceslas devient roi de Bohême en 1378 et en 1395 il ne réussit pas à procurer à Conrad l'évêché de Verden qui est attribué à Dietrich de Nieheim. Conrad est cependant très tôt devenu prévôt de l'abbaye de Lüne (de) et il est promu chanoine de la Collégiale Saint-Blaise de Brunswick.

## Évêque désigné de Verden
En 1400 le Pape Boniface IX, à l'instigation de  Venceslas, récuse l'évêque désigné de Conrad de Soltau, qui avait été pourvu de l'évêché de Verden en 1399, mais jamais investi du siège, et il désigne pour le siège Conrad de Vechta sans toutefois l'investir.
Six mois plus tard le Pape revient sur sa décision après que le roi Venceslas ait été déposé par  les princes-électeurs et remplacé comme roi des Romains par  Robert de Palatinat, qui en mai 1401 reconnait Conrad de Soltau, originaire de la principauté ecclésiastique de Verden, comme évêque légitime à qui il accorde la souveraineté comme Prince-Évêque. Boniface IX  confirme alors Conrad de Soltau comme évêque canonique de Verden le 25 septembre 1402 bien que Conrad de Vechta continue à se prévaloir du titre d'évêque de Verden jusqu'en 1407. du fait du caractère électif de sa fonction le chapitre de la cathédrale de Verden an der Aller, ne reconnait pas son épiscopat.
Au cours de son bref mandat Konrad avait tenté de déplacer le siège de l'évêché de Verden à Lüneburg.

## Conseiller du roi
Après la perte de son épiscopat de Verden Konrad qui était considéré comme un expert financier, devient 
en 1402  maître de la monnaie royale en Bohême. De 1405-1412, il occupe le poste de sous-trésorier et en 1405-1406 et 1411-1413 comme Membre du Conseil royal il est corégent de facto. Depuis 1404, il est également doyen de Melnik et en même temps chanoine de Prague

## Évêque d'Olomouc
Après le décès de l'évêque Ladislas Laczko de Krawaz (1403-1408); Conrad de Vechta est désigné en juin 1408 par le roi Venceslas IV pour le siège d'Olomouc. Dans la même année il reçoit Kremsier un fief du diocèse d'Olomouc. Bien que son ordination épiscopale n'intervienne que le 20 février 1409 il porte le titre d'évêque. Comme il exerce encore la fonction de vice-chambellan, il réside rarement à Olomouc dont il demeure toutefois évêque en titre jusqu'en 1413.

## Archevêque de Prague
In 1410 Constantin von Vechta rejoint Conrad à Prague, et lui succède comme prévôt de l'église Saint-Pierre-et-Paul de Mělník, fonction qui est liée avec une position de chanoine de la cathédrale Saint-Guy de Prague. Après la résignation de l'archevêque de Prague Sigismund Albík von Uničov en 1412  Conrad von Vechta selon la volonté de Venceslas IV est nommé Administrateur du diocèse de Prague. Dans le même temps, il renonce à sa fonction de vice-chambellan et le 20 février 1413, il est nommé archevêque de Prague par l'anti-pape Jean XXIII. Bien que l'on suppose que Conrad de Vechta n'ait pas été consacré jusqu'en 1416, il est un archevêque de Prague, énergique et actif. Il confirme Wenzel von Kuřím comme Vicaire général et office. Conrad organise plusieurs synodes diocésains il tente également de réformer l'administration et par la vente de biens d'améliorer la situation économique difficile du diocèse.

## La crise Hussite
C'est pendant son épiscopat que commence le mouvement des Hussites. Lors des troubles provoqués en Bohême par l'exécution de Jean Hus Venceslas IV et Conrad tentent de rétablir l'autorité de l'Église catholique alors que la noblesse désigne trois seigneurs pour gérer les questions religieuses pendant les six prochaines années. 
Bien qu'il n'ait pas participé au concile de Constance, Conrad reste opposé au programme des Hussites reconnu le 10 mars 1417 par l'université de Prague. Comme chancelier de l'Université Charles il interdit les examens de maître à la faculté des arts, où les adeptes de Jean Hus forment la majorité. Il interdit la communion avec le calice et restreint les ordinations afin de limiter le nombre d'utraquistes chez les prêtres. Après la révolte générale du 30 juillet 1419 qui suit la défenestration de l'Hôtel de Ville des conseillers catholiques et la mort d'une attaque du roi Venceslas IV le 16 août suivant. Conrad couronne le 28 juillet 1420 Sigismond de Luxembourg comme roi de Bohême.  
Toutefois après la défaite militaire de Sigismond et de son armée de croisés, l'archevêque Conrad est contraint de se transiger avec les utraquistes. Le 21 avril 1421 il lit publiquement les « Quatre articles »  de Prague, base des futurs Compactata qui seront reconnus plus tard par le Concile de Bâle néanmoins les fonctionnaires du chapitre de la cathédrale de Prague et Conrad demeurent catholiques. En juillet 1421 Conrad prend part à la première législature de Čáslav, où sont présentées les doctrines des Hussites. Dans la même année, il  organise un synode général, où il constate l'importance prise par le parti utraquiste qui a développé son organisation sous forme de  consistoires. En 1424 il convoque un autre synode où les prêtres tentent de nouveau en vain de maintenir les traditions liturgiques catholiques face aux utraquistes. Ayant échoué il transfère son siège épiscopal au Château de Roudnice. En 1425 bien qu'il demeure officiellement un prélat catholique il est déposé comme archevêque par la Curie romaine et le pape Martin V qui ne lui donnent pas de successeur. Son dernier acte public connu date de 1430 lorsqu'il ré-autorise les examens de maîtrise à l'Université de Prague. Il meurt le 25 décembre 1431 au château de Roudnice, son lieu de sépulture est inconnu.
Le 21 octobre 1435 avec l'accord de Sigismond Ier Jean de Rokycana est élu archevêque par la diète mais il n'est par reconnu par la Curie romaine qui confie la gestion de l'archevêché à de simples administrateurs apostoliques jusqu'à 1561.